# Leptotarsus (Macromastix) halteratus
Leptotarsus (Macromastix) halteratus is een tweevleugelige uit de familie langpootmuggen (Tipulidae). De soort komt voor in het Australaziatisch gebied.